# Mouvement national du peuple
Pour les articles homonymes, voir Mouvement national.
Le Mouvement national du peuple (anglais : People's National Movement, PNM) est un parti politique trinidadien. Il est officiellement lancé en 1956. Le parti, alors dirigé par Eric Williams, remporte les élections générales de 1956. Le PNM perd le pouvoir en 1986, avant de le regagner en 1991 et de le reperdre quatre ans plus tard. Il redevient majoritaire en 2002.
Le parti retourne dans l'opposition à l’occasion des élections régionales de décembre 2021 qui s'avère un raz-de-marée électoral pour les Patriotes progressistes démocrates (PDP), qui remportent quatorze des quinze sièges à pourvoir. Le Mouvement national du peuple au pouvoir subit une lourde défaite en ne conservant qu'un seul siège.

## Résultats
| Année   | Voix   | %     | Rang | Élus    | +/- |
| ------- | ------ | ----- | ---- | ------- | --- |
| 2017    | 13 310 | 54,87 | 1er  | 10 / 12 | 2   |
| 01/2021 | 13 288 | 50,36 | 1er  | 6 / 12  | 4   |
| 12/2021 | 11 943 | 40,93 | 2e   | 1 / 15  | 5   |